# Marathon van Amsterdam 2004
De ING Marathon van Amsterdam 2004 vond plaats op 17 oktober 2004 in Amsterdam. Het was de 29e editie van deze marathon.
In totaal finishten 4090 marathonlopers de wedstrijd, waarvan 3628 mannen en 462 vrouwen.

## Uitslagen

### Mannen
| rang   | naam                | land | tijd      |
| ------ | ------------------- | ---- | --------- |
| Goud   | Robert Cheboror     | KEN  | 2:06.22,4 |
| Zilver | William Kipsang     | KEN  | 2:08.40,3 |
| Brons  | El Hassan Lahssini  | FRA  | 2:10.09,2 |
| 4      | Wilfred Kigen       | KEN  | 2:12.04,2 |
| 5      | Hugo van den Broek  | NED  | 2:12.07,7 |
| 6      | Khalid El Boumlili  | MAR  | 2:12.31,9 |
| 7      | Salim Kipsang       | KEN  | 2:12.43,6 |
| 8      | Tefera Bacha        | ETH  | 2:13.06,9 |
| 9      | Rodgers Rop         | KEN  | 2:13.57,9 |
| 10     | Benjamin Kimutai    | KEN  | 2:14.15,9 |
| 11     | Dereje Hailegeorgis | ETH  | 2:15.05,8 |
| 12     | Henry Tarus         | KEN  | 2:15.36,5 |
| 13     | Philip Manyim       | KEN  | 2:18.16,8 |
| 14     | Pavel Faschingbauer | CZE  | 2:18.22,4 |
| 15     | Francisco Bautista  | MEX  | 2:18.49,1 |
| 17     | Donald Naylor       | WAL  | 2:26.32,4 |
| 19     | Toomas Tarm         | EST  | 2:27.02,7 |
| 21     | Vincent Krop        | KEN  | 2:29.43,9 |

| rang   | naam               | land | tijd      |
| ------ | ------------------ | ---- | --------- |
| Goud   | Helena Javornik    | SLO  | 2:27.32,8 |
| Zilver | Emily Kimuria      | KEN  | 2:29.46,0 |
| Brons  | Tigest Abidi       | ETH  | 2:33.26,0 |
| 4      | Kristijna Loonen   | NED  | 2:37.01,0 |
| 5      | Jane Chebiwott     | KEN  | 2:37.13,5 |
| 6      | Elena Samokhvalova | RUS  | 2:38.42,6 |
| 7      | Millicent Boadi    | GHA  | 2:48.26,1 |
| 8      | Agnes Hijman       | NED  | 2:49.28,5 |
| 9      | Saana Lampi        | FIN  | 2:57.17   |
| 10     | Carla Ophorst      | NED  | 2:58.01   |

1975 ·
1976 ·
1977 ·
1978 ·
1979 ·
1980 ·
1981 ·
1982 ·
1983 ·
1984 ·
1985 ·
1986 ·
1987 ·
1988 ·
1989 ·
1990 ·
1991 ·
1992 ·
1993 ·
1994 ·
1995 ·
1996 ·
1997 ·
1998 ·
1999 ·
2000 ·
2001 ·
2002 ·
2003 ·
2004 ·
2005 ·
2006 ·
2007 ·
2008 ·
2009 ·
2010 ·
2011 ·
2012 ·
2013 ·
2014 ·
2015 ·
2016 ·
2017 ·
2018 ·
2019 ·
2020 ·
2021 ·
2022 ·
2023 ·
2024 ·
2025